# Herghelia Jegălia
Herghelia Jegălia este o herghelie din județul Călărași unde sunt crescuți cai de rasă. Herghelia Jegălia se află în satul Perișoru din cadrul comunei cu același nume. Herghelia este destinată creșterii și ameliorării animalelor din rasa Cal de Sport Românesc și Semigreu.

## Istoric
În anul 1921 a fost înfiițată Herghelia Jegălia ca depozit de cai din rasele Pur Sânge Arab și Pur Sânge Englez pentru necesitățile armatei. În anul 1948, trece in proprietatea Ministerului Agriculturii. Mai apoi, în anul 1953 este desființată și mutată la Slobozia. În anul 1959 este reinfiintata ca depozit de armăsari. Anul 1970: primește caii pentru Herghelia de Sport de la Samâbăta de Jos. Anul 2002: herghelia trece în administrarea Regiei Naționale a Pădurilor ca secție in structura Directiei Silvice Calarasi. În noiembrie 2011 Herghelia Jegălia preia nucleul de reproducție al rasei Trăpașe de la Dor Marunt. Din iulie 2015, Herghelia Jegălia trece in subordinea Direcției de Creștere, Exploatare si Ameliorare a Cabalinelor, ca subunitate a acesteia.

## Atracție turistică
Herghelia Jegălia devine o atracție turistică prin prisma concursurilor de echitație organizate, precum „Cupa Calului de Sport Românesc”, cu intrarea liberă.